# Edmílson Junior
Edmílson Junior (* 19. August 1994 in Lüttich) ist ein belgisch-brasilianischer Fußballspieler. Seit der Saison 2018/19 spielt der Stürmer in Katar beim Al-Duhail SC.

## Karriere
Nachdem er sechs Jahre in den Jugendmannschaften von Standard Lüttich gespielt hatte, begann er seine Profikarriere beim damals in der zweiten Division spielenden VV St. Truiden. Im Winter 2016 kehrte er, obwohl St. Truiden mittlerweile in die erste Division aufgestiegen war, mit einem Vertrag bis Sommer 2019 zurück nach Lüttich. Dort wurde er 2016 und 2018 belgischer Pokalsieger. Im Sommer 2018 wechselte Junior dann weiter nach Katar zum Al Duhail Sports Club. Dort wurde er in der Saison 2022/23 mit acht Toren Torschützenkönig der AFC Champions League.

## Erfolge
- Belgischer Pokalsieger: 2016, 2018

al-Duhail SC
- Katarischer Meister: 2022/23

## Auszeichnungen
AFC Champions League
- Torschützenkönig: 2022/23